# Ereveld Kranji

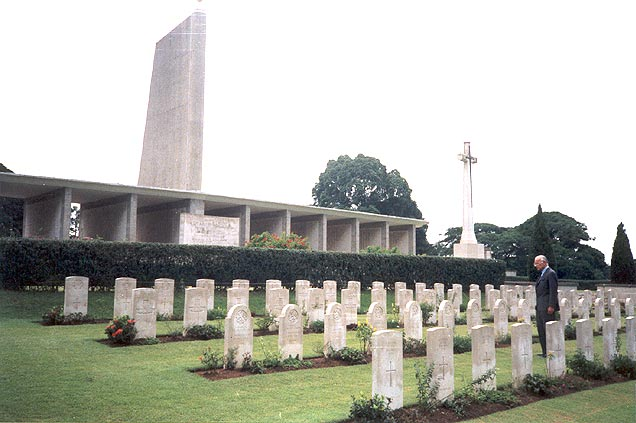
Ereveld Kranji

Ereveld Singapore (Engels: Kranji War Cemetery) is een erebegraafplaats 22 kilometer ten noorden van de stad Singapore, aan de noordkant van het eiland. Het is bereikbaar via de weg die loopt van Singapore naar Johore, Woodlands Road.
Toen de Japanners tijdens de Tweede Wereldoorlog Singapore aanvielen kwam een bataljon Nederlandse soldaten uit voormalig Nederlands-Indië te hulp. Na zeventig dagen werd het eiland ingenomen door de Japanse troepen. Veel soldaten die toen zijn gevangengenomen zijn in krijgsgevangenschap omgekomen en begraven in Saigon. Na de oorlog heeft de Britse overheid de stoffelijke overschotten verplaatst naar het ereveld Singapore. Hier liggen nu 4.000 mensen begraven waaronder ook twintig Nederlandse soldaten. Het ereveld ligt op een klein apart eilandje en is eigendom van de Britse overheid.